# Marienplatz (Wiesentheid)
Der Marienplatz ist ein Platzraum im unterfränkischen Markt Wiesentheid. Aufgrund seiner historischen Bedeutung für den Ort wird er als Ensemble Marienplatz Wiesentheid vom Bayerischen Landesamt für Denkmalpflege unter Schutz gestellt.

## Lage innerhalb des Ortes
Der Marienplatz liegt südwestlich des historischen Zentrum Wiesentheids und bildet ein Dreieck. Der Sambach, ein Zufluss des Castellbachs, bildete mit einer Brücke ursprünglich den Übergang zum Schlossbezirk. Heute ist der Bach weitgehend überbaut und schließt sichtbar lediglich im äußersten Nordosten das Ensemble ab. Die Verbindung mit der historischen Mitte Wiesentheids wird über die Balthasar-Neumann-Straße hergestellt. Mit der Eichgasse mündet ganz im Osten eine unwichtigere Seitenstraße im Platz. 
Verkehrlich bedeutsamer ist dagegen die im Westen gelegene Kreuzung Sophienstraße (St 2272), Marienplatz und Bahnhofstraße (St 2420). Zusätzlich mündet die Obere Brunnengasse hier in den Platz ein. Das Ensemble Marienplatz ragt weit in die Obere Brunnengasse hinein. Ihm wurden auch die barocken Bauten Sophienstraße Ecke Bahnhofstraße zugeordnet, die den Platzraum im Westen begrenzen. Durch die tiefe Staffelung der Bauten am Platz und ihre langgestreckten Grundstücke wird das Ensemble im Süden von der Frommgasse eingegrenzt.

## Geschichte
Anders als das barocke Zentrum des Marktes Wiesentheid erfuhr der Marienplatz keine so umfassende Umgestaltung im 17. und 18. Jahrhundert. Nichtsdestotrotz begannen die Grafen von Schönborn als Grundherren ihren Residenzort auch hier zu verändern, wobei der Marienplatz vor allem in seinem Aufriss abgewandelt wurde. Wahrscheinlich war der Platz bereits im 10. Jahrhundert Teil der dörflichen Siedlung. Eine Rekonstruktionszeichnung bezieht den Sambach mit in die Siedelsstelle ein.
Bereits im 16. Jahrhundert bestand am nördlichen Ende des Platzes in unmittelbarer Nähe zur Sambachbrücke das alte Rathaus, sodass am heutigen Marienplatz das mittelalterliche Zentrum der Siedlung Wiesentheid vermutet werden kann. Die Brücke über den Sambach war bereits zu diesem frühen Zeitpunkt aus Stein gebaut, weil eine regional bedeutende Fernstraße hier den Ort durchquerte. 1616 entstand weiter westlich das sogenannte Untere Tor an dieser Straße, was für eine weitere Siedlungsverdichtung im Kern spricht. 

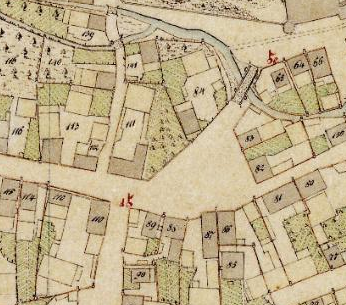
Der noch unbenannte Marienplatz im bayerischen Urkataster 1833

Mit der Markterhebung 1682 gewann der Marienplatz weiter an Zentralität, wobei sich das Marktareal auch vor der Mauritiuskirche erstreckte. Zunächst hielt man einen Jahrmarkt am Pfingstmontag und einen Viehmarkt am Michaelistag ab. Im 18. Jahrhundert erweiterte man die Markttage auf insgesamt fünf. Erst im 19. Jahrhundert verlor der Marienplatz die wichtige wirtschaftliche Funktion, hieran hatte insbesondere der Aufstieg des benachbarten Kleinlangheim mit seinen Viehmärkten Anteil. Noch in den 1970er Jahren hielt man am Platz allerdings den „Säulesmarkt“ ab. 
Unter den Grafen von Schönborn begann man bald die Modernisierung der Siedlung. Die Formen des Barock hielten Einzug. Das nordöstlich der mittelalterlichen Siedlung gelegene Areal um Schloss und Kirchenbezirk gewann nun entscheidend an Zentralität. Die Grafen investierten aber nicht nur direkt in die barocken Baulichkeiten, sondern gaben an die Untertanen auch unverzinsliche Darlehen aus und forcierten so indirekt die Erneuerung des Ortsbildes. Am Marienplatz, der nun ins Abseits geriet, entstanden weit weniger barocke Gebäude. Das Rathaus wurde auf den Schlossplatz verlegt.
Erst mit dem Anstieg des motorisierten Verkehrs wurde der Platzraum wieder attraktiver. In den 1850er und 1860er Jahren entstand mit Spenden von Wiesentheider Bürgern die Mariensäule als neues Zentrum auf dem Platz. Jetzt erst erhielt der unbenannte Platzraum seinen heutigen Namen. Zuvor verschwand ein Gebäude, das mindestens seit dem 18. Jahrhundert den Platz im Osten begrenzt hatte. Der Marienplatz bildet heute das eigentliche Ortszentrum der Marktgemeinde mit inhabergeführten Geschäften.

## Bedeutende Baudenkmäler

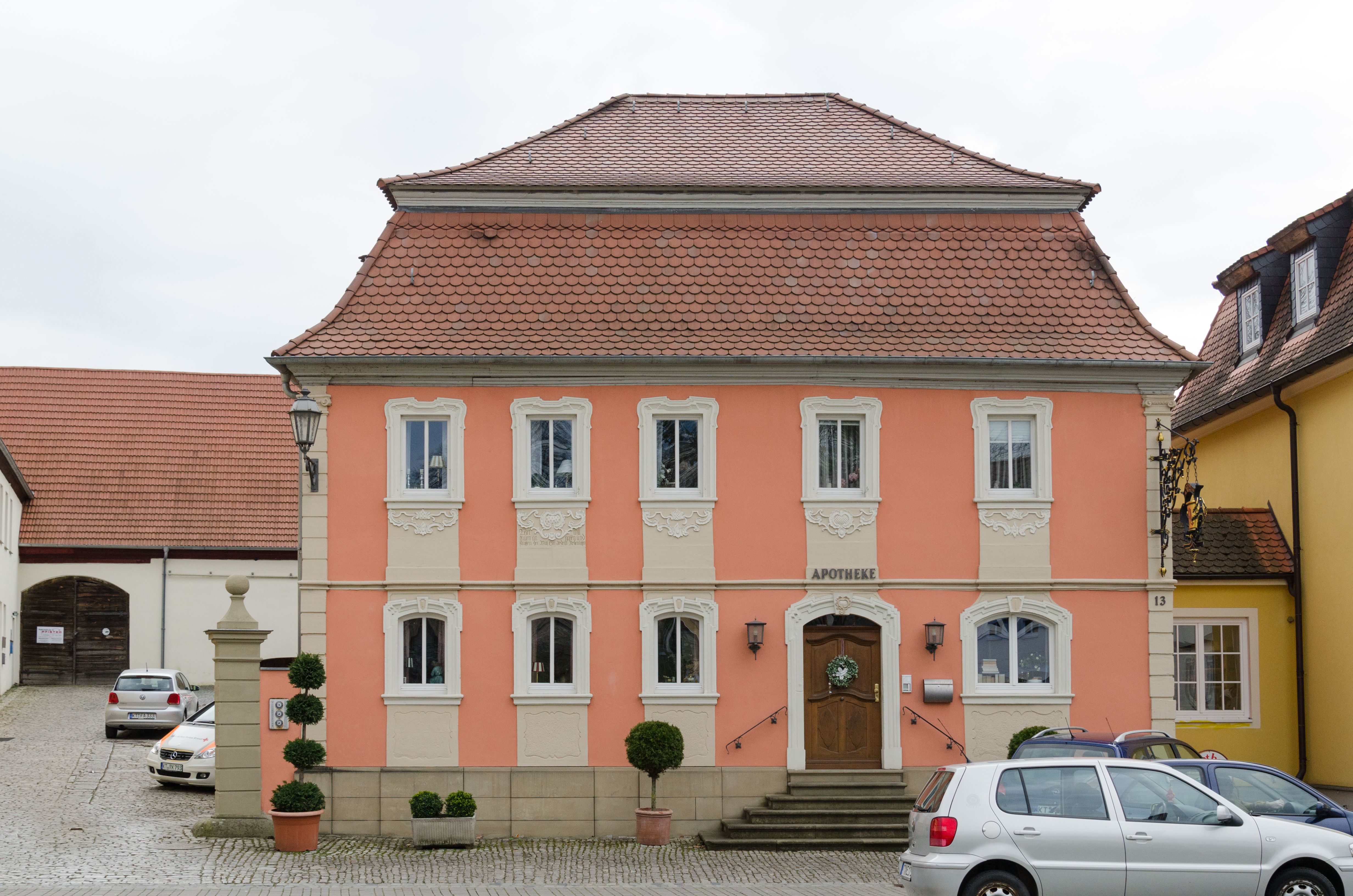
Die Rokoko-Apotheke am Marienplatz 13

Der Marienplatz wird noch heute von der barocken Baugestaltung dominiert, wenn sich auch nur noch wenige Baulichkeiten aus dem 18. Jahrhundert erhalten haben. Die meisten Bauwerke am dreieckigen Platz stammen aus dem 19. Jahrhundert. Allesamt schließen mit einem langgestreckten Walmdach ab. Teilweise sind die Bauten verputzt, teilweise wurden sie mit unbehauenem Bruchsteinmauerwerk gestaltet. Der Platz weist keine Blockbebauung auf. Stattdessen entstanden hier Bauernhöfe als Zwei- bzw. Dreiseitbauten um einen Innenhof.
Das älteste Gebäude am Marienplatz ist vom eigentlichen Platzraum zurückversetzt. Es handelt sich um das sogenannte Templerhaus aus der Zeit um 1613. Hier saß lange Zeit ein Amtmann des Deutschritterordens. 1680 wurden die Untertanen in Wiesentheid an den Grafen Otto von Dernbach abgetreten, das Haus kam ebenfalls an den Grafen. Das Haus besitzt einen markanten, geschwungenen Giebel aus der Renaissance und überragt mit seinen zwei Geschossen den Platz. Im Inneren sind Stuckdecken zu finden. → siehe auch: Templerhaus (Wiesentheid)

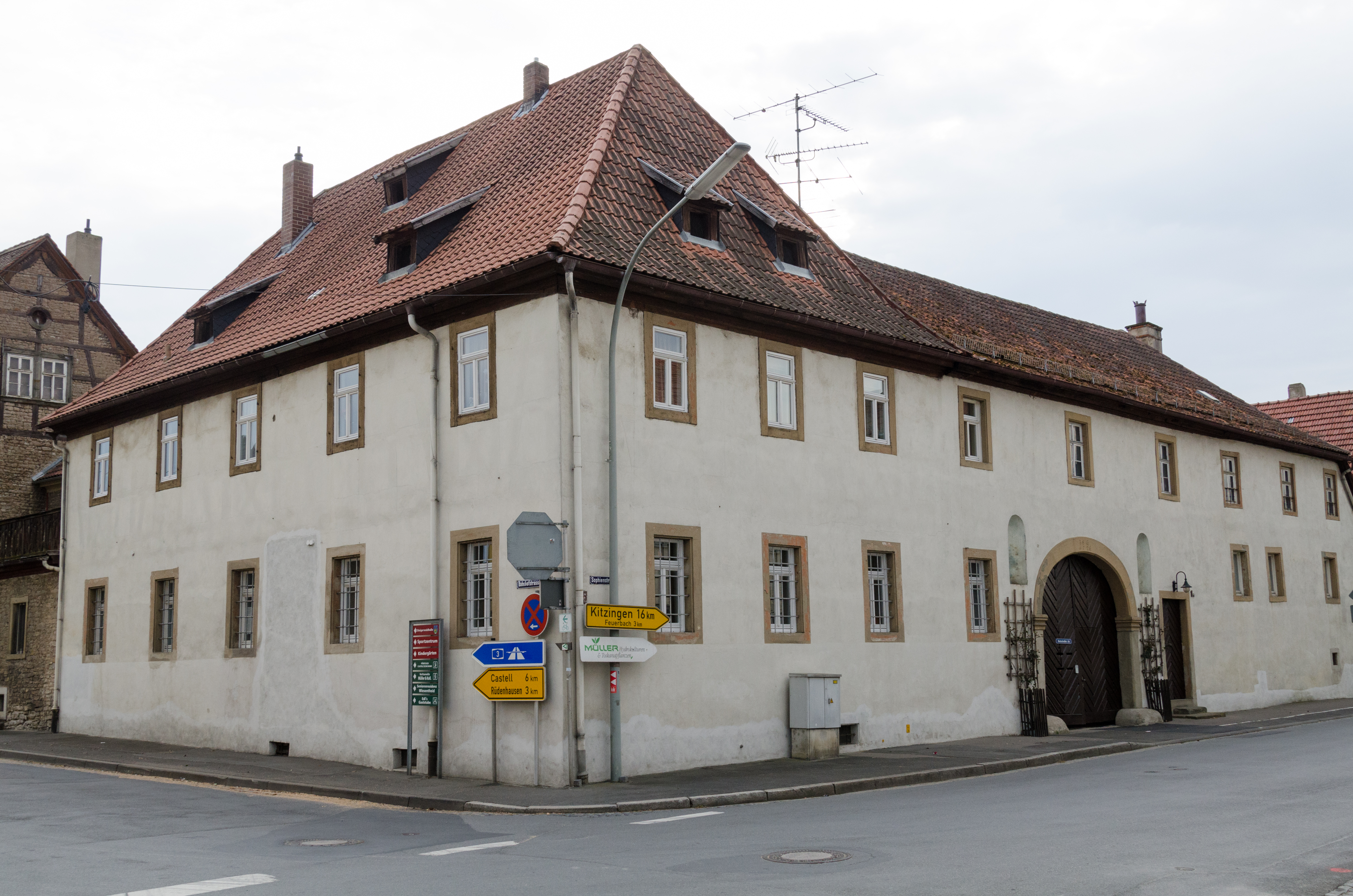
Barockgasthof am Rande des Ensembles in der Bahnhofstraße

An die barocke Bebauung des Marienplatzes erinnert das Hoftor von 1725, das sich am Haus Sophienstraße 2, an der Einmündung in den Platz erhalten hat. Aus dem 19. Jahrhundert stammen dagegen der typisch fränkische Hoftorpfosten aus dem beginnenden 19. Jahrhundert am Haus Marienplatz 11. Direkt daneben besteht mit dem Haus Marienplatz 13 die ehemalige Apotheke des Ortes. Sie entstand im Jahr 1750 in den Formen des Rokoko. Insbesondere die Fenstergewände weisen reiche Verzierungen auf. Die moderne Bebauung in der Umgebung wurde an die Platzstrukturen angelehnt.
Der Marienplatz wird von der namensgebenden Mariensäule aus dem Jahr 1859 beherrscht. Sie wurde vom Haßfurter Künstler Karl Alexander von Heideloff geschaffen. In den 1860er Jahren erhielt die Säule das heute noch bestehende Eisengitter mit den Kandelabern, das die Platzmitte ausfüllt. Zeitweise entfernte man diese Umbauungen, erst am Ende des 20. Jahrhunderts brachte man sie wieder an. Die Mariensäule präsentiert sich in den Formen der Neogotik. → siehe auch: Mariensäule (Wiesentheid)
Mehrere Bauwerke umgeben den Platz und sind heute Teil des Ensembles, obwohl sie nicht direkt am Marienplatz zu verorten sind. Besonders prägnant ist das sogenannte Schlössle (auch Schlösschen) am Westende des Platzes (Adresse Bahnhofstraße 2). Es handelte sich um einen Witwensitz, der zwischen 1868 und 1871 errichtet wurde. Das Haus entstand auf dem Grundstück eines barocken Gasthauses (Adresse Bahnhofstraße 2a), das 1726 umfassend erneuert worden war. Ganz im Nordosten begrenzt die Figur des Brückenheiligen Johannes Nepomuk an der Sambachbrücke das Ensemble. → siehe auch: Schlösschen (Wiesentheid)